# Le Thoureil
Le Thoureil är en kommun i departementet Maine-et-Loire i regionen Pays de la Loire i nordvästra Frankrike. Kommunen ligger i kantonen Gennes som tillhör arrondissementet Saumur. År 2018 hade Le Thoureil 417 invånare.

## Befolkningsutveckling
Antalet invånare i kommunen Le Thoureil
| Referens: INSEE |